# Pietro Luigi Carafa (1581–1655)
Pietro Luigi Carafa (ur. 18 lipca 1581 w Neapolu, zm. 15 lutego 1655 w Rzymie) – włoski kardynał.

## Życiorys
Urodził się 18 lipca 1581 roku w Neapolu, jako syn Ottavia i Crisostomy Carafów. W młodości został referendarzem Najwyższego Trybunału Sygnatury Apostolskiej, wicelegatem w Ferrarze i gubernatorem Fermo. 29 marca 1624 roku został wybrany biskupem Tricarico, a 2 czerwca przyjął sakrę. W latach 1624–1634 był nuncjuszem apostolskim w Niemczech. Po powrocie do swojej diecezji, otrzymał propozycję zostania arcybiskupem Kapui i Urbino, jednak obie odrzucił. 6 marca 1645 roku został kreowany kardynałem prezbiterem i otrzymał kościół tytularny Santi Silvestro e Martino ai Monti. W 1646 roku został prefektem Kongregacji Soborowej i pełnił ten urząd dożywotnio. W tym samym roku zrezygnował z zarządzania diecezją Tricarico. W 1651 roku przez krótki czas był legatem w Bolonii, jednak zrzekł się funkcji z przyczyn zdrowotnych. Zmarł 15 lutego 1655 roku w Rzymie.